# Pouzolzia gaudichaudii
Pouzolzia gaudichaudii är en nässelväxtart som beskrevs av Jacques Désiré Leandri. Pouzolzia gaudichaudii ingår i släktet Pouzolzia och familjen nässelväxter. Inga underarter finns listade i Catalogue of Life.